# Baudotkoden

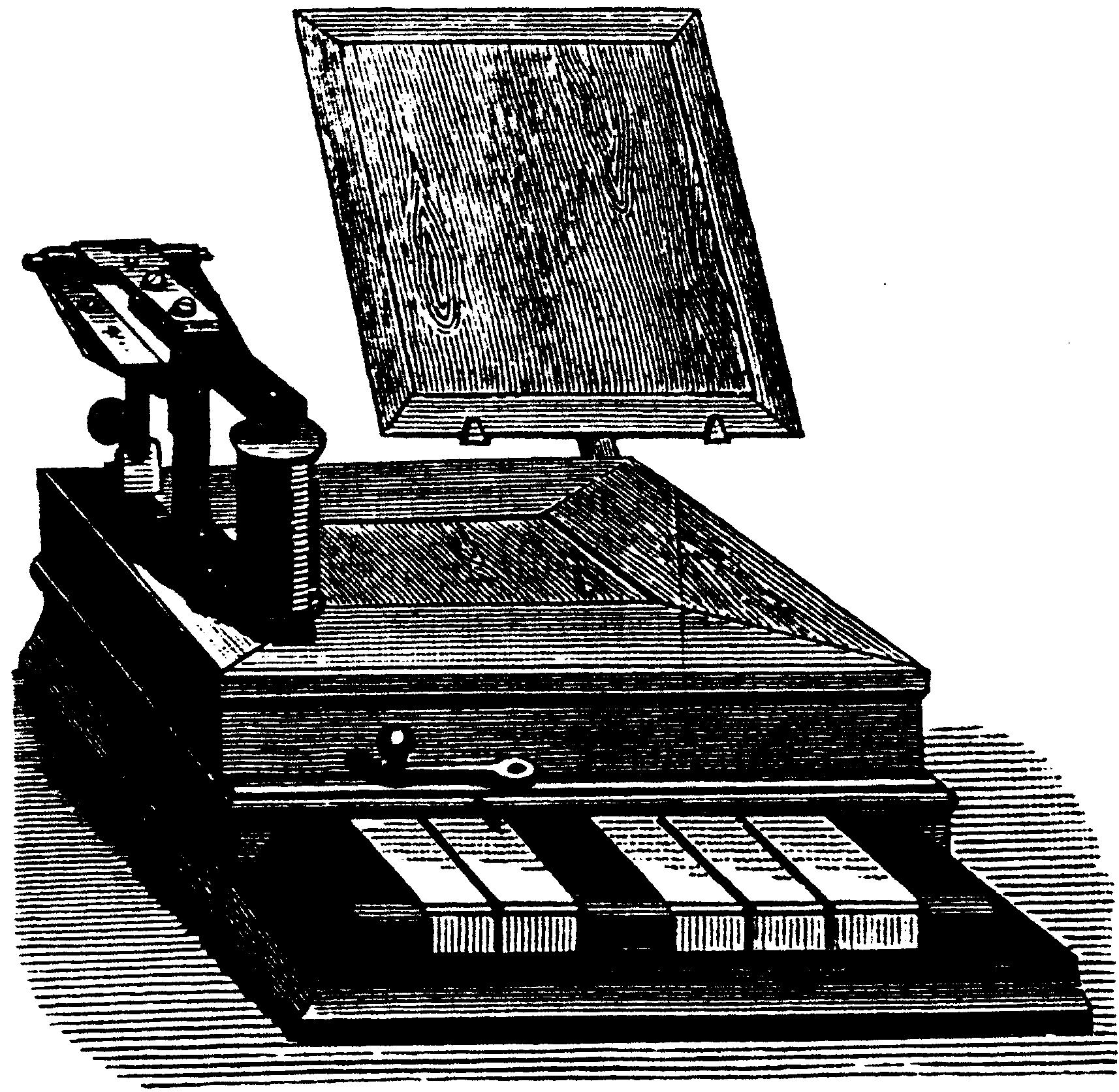
Tangentbord för Baudotkod med fem knappar.

Baudotkoden är ett fjärrskrivaralfabet konstruerat 1870 av Émile Baudot. Baudotkoden är en digital, ursprungligen synkron fembitars teckenkod. Den skapades för att underlätta telegrafi så att telegrafisten slapp signalera morsekod, utan istället kunde mata in meddelandet via ett tangentbord av något slag. Mottagning av fjärrskrift kunde också automatiseras så att bokstavstecknen erhölls direkt tolkade ur koden. En variant som modifierats av Donald Murray standardiserades som internationella telegrafalfabetet nummer 2, ITA-2. Detta var den teckenkod för fjärrskrivare och telex som användes tills den sjubitars ASCII-koden tog över som den vanligen använda standarden för digital teckenöverföring.
Baudotkoden består av 5 positioner, som var och en kan anta värdena "0" eller "1".

## Historik
Baudot fick 1874 franskt patent på sin kod. Baudots alfabet var ursprungligen avpassat för en pianoliknande knappsats med fem tangenter där signalisten spelade "ackord" för varje tecken. Baudots arbete baserade sig på  en äldre konstruktion av Carl Friedrich Gauss och Wilhelm Weber. En effekt av anpassningen till ackordspel var att Baudot tagit hänsyn till ergonomi så att bokstäverna skulle vara "spelbara" utan uttröttning.  
Baudots kod antogs som Internationellt telegrafialfabete Nr 1. (ITA1)
Det är vanligt att referera till alla 5-bitars fjärrskrivaralfabet som "Baudot". Detta är emellertid felaktigt. Redan 1901 modifierade Donald Murray koden. Murray hade introducerat ett skrivmaskinstangentbord och således kopplat loss fingersättningen från bitmasken i tecknen, varför han valde att optimera om koden så att alla bitar användes lika ofta, i genomsnitt. På så sätt jämnades förslitningen av apparaterna ut. Murray introducerade också två nya tecken; nyrad och vagnretur. Murrays kod användes av tidiga fjärrskrivare av märket Creed. Murrays kod antogs också av Western Union i USA, men med ett par små ändringar; man lade till ett mellanslag skiljt från "inget tecken"-koden 00000, samt BELL (10100), som ringde i en klocka hos mottagaren. Båda dessa finns kvar tillsammans med distinktionen mellan nyrad (LF) och vagnretur (CR) i dagens teckenuppsättningar.
Omkring 1930 antog CCITT, föregångaren till ITU-T, Western Unions kod med några smärre modifikationer som Internationellt Telegrafialfabete Nr. 2 (ITA2)
ITA2 används fortfarande, till exempel i RTTY och i en del texttelefoner för hörselskadade.
| Signalmönster: 1 = signal, 0 = icke-signal | Bokstavsskift | Sifferskift   |
| ------------------------------------------ | ------------- | ------------- |
| 00000                                      | Ingenting     | Ingenting     |
| 00100                                      | Blanksteg     | Blanksteg     |
| 11101                                      | Q             | 1             |
| 11001                                      | W             | 2             |
| 10000                                      | E             | 3             |
| 01010                                      | R             | 4             |
| 00001                                      | T             | 5             |
| 10101                                      | Y             | 6             |
| 11100                                      | U             | 7             |
| 01100                                      | I             | 8             |
| 00011                                      | O             | 9             |
| 01101                                      | P             | 0             |
| 11000                                      | A             | -             |
| 10100                                      | S             | KLOCKA        |
| 10010                                      | D             | $             |
| 10110                                      | F             | !             |
| 01011                                      | G             | &             |
| 00101                                      | H             | #             |
| 11010                                      | J             | '             |
| 11110                                      | K             | (             |
| 01001                                      | L             | )             |
| 10001                                      | Z             | "             |
| 10111                                      | X             | /             |
| 01110                                      | C             | :             |
| 01111                                      | V             | ;             |
| 10011                                      | B             | ?             |
| 00110                                      | N             | ,             |
| 00111                                      | M             | .             |
| 00010                                      | Vagnretur     | Vagnretur     |
| 01000                                      | Ny rad        | Ny rad        |
| 11011                                      | Sifferskift   |               |
| 11111                                      |               | Bokstavsskift |

## ITA-2
ITA-2 omfattas idag av ITU-rekommendationen ITU-T S.1, men var förr även känd som CCITT nr 2, efter det gamla namnet CCITT (Comité Consultatif International Téléphonique et Télégraphique) på ITU:s tekniska kommitté.
Denna kod använder fem "bitar" – elektriska pulser – vilket möjliggör 25 = 32 olika kombinationer. Följaktligen återstår endast sex mönster sedan bokstäverna A till Z tilldelats koder, varför två koder (11011 och 11111) används för att signalera att därpå följande tecken skall tolkas som siffror respektive bokstäver. Bland koderna i sifferläget finns också plats för skiljetecken samt nationella tecken som Å, Ä och Ö. Någon skillnad mellan gemener och versaler finns det inte utrymme för.

### Teckentabell
| Bokstäver | Kod   | Siffror/symboler |  | Bokstäver    | Kod   | Siffror/symboler |
| --------- | ----- | ---------------- |  | ------------ | ----- | ---------------- |
| A         | 00011 | -                |  | Q            | 10111 | 1                |
| B         | 11001 | ?                |  | R            | 01010 | 4                |
| C         | 01110 | :                |  | S            | 00101 | ''               |
| D         | 01001 | WRU = ENQ        |  | T            | 10000 | 5                |
| E         | 00001 | 3                |  | U            | 00111 | 7                |
| F         | 01101 | [ 7 ]            |  | V            | 11110 | =                |
| G         | 11010 | [ 7 ]            |  | W            | 10011 | 2                |
| H         | 10100 | [ 7 ]            |  | X            | 11101 | /                |
| I         | 00110 | 8                |  | Y            | 10101 | 6                |
| J         | 01011 | BELL             |  | Z            | 10001 | +                |
| K         | 01111 | (                |  | SP           | 00100 | SP               |
| L         | 10010 | )                |  | CR           | 01000 | CR               |
| M         | 11100 | .                |  | LF           | 00010 | LF               |
| N         | 01100 | ,                |  | FIG          | 11011 | FIG              |
| O         | 11000 | 9                |  | LTR          | 11111 | LTR              |
| P         | 10110 | 0                |  | (Används ej) | 00000 | (Används ej)     |

### Varianter
- Den amerikanska telexoperatören Western Electric har avvikande tolkning för vissa signaler; bl a finns $-tecknet med på den kod som på en svensk maskin återges med Å.

- Som provsignal används internationellt en serie RYRYRY vilket innebär av alla bitar på en gång från 0 till 1 och tvärt om. R = 01010 och Y = 10101, som för både sändare och mottagare är maximalt svårt i mekaniska maskiner. På svenska maskiner används dessutom sekvensen MÅMÅMÅ, som dessutom prövar växlingen mellan boksavsskift och sifferskift. M = 11111 11100 och Å = 11011 00011.

## Fotnoter
1. ↑  Beauchamp, K.G. (2001). History of Telegraphy: Its Technology and Application. IET. sid. 394–395. ISBN 0852967926
2. ↑  Smith, Gil (2001). ”Teletype Communication Codes”. Baudot.net. http://www.baudot.net/docs/smith--teletype-codes.pdf. Läst 11 juli 2008.
3. ↑  dataIP Limited. ”The "Baudot" Code”. Arkiverad från originalet den 26 augusti 2010. https://web.archive.org/web/20100826053948/http://www.dataip.co.uk/Reference/BaudotTable.php. Läst 9 oktober 2010.
4. ↑  ITU-T S.1 (03/1993): International Telegraph Alphabet No. 2
5. ↑  Å i svensk maskin
6. ↑  Utlöser sändning av motstationens automatiska identitetsbeteckning ("Who are you/Enquiry")
7. 1 2 3   Varierande tolkning i olika system
8. ↑  ; i vissa system
9. ↑  Utlöser en klocksignal vid motstationen för att påkalla uppmärksamhet
10. ↑  Blanksteg (Space)
11. ↑  Vagnretur (Carriage return)
12. ↑  Ny rad (Line feed)
13. ↑  Sifferskift (Figures)
14. ↑  Bokstavsskift (Letters)